# Mora (fonologia)
In fonologia, una mora (dal latino mŏra, 'ritardo, indugio'; plurale mŏrae) è un'unità di suono che determina la quantità di una sillaba, la quale a sua volta, in alcune lingue, determina l'accento.
Nella metrica classica (greca e latina), è l'unità di misura della durata delle sillabe (sulla cui alternanza, tra brevi e lunghe, si basa appunto il ritmo) e vale un “tempo”, ossia una sillaba breve (˘), mentre la sillaba lunga (⁻) vale due tempi, cioè due more.

Lo stesso in prosodia, in cui si distingue tra sillaba monomoraica (= una mora) e sillaba bimoraica (= due more).

Nella metrica italiana non si fa distinzione fra more e sillabe.

## Caratteristiche
In generale, le more si computano come segue:
1. L'attacco consonantico di una sillaba non rappresenta alcuna mora.
2. Il nucleo sillabico rappresenta una mora nel caso di una vocale corta, due more nel caso di una vocale lunga o dittongo. Nel caso di lingue in cui alcune consonanti possono servire da nucleo sillabico (consonante vocalica), rappresentano una mora se brevi e due more se lunghe.
3. In alcune lingue, come il latino, la coda consonantica di una sillaba rappresenta una mora; in altre, come l'irlandese, no.
4. In alcune lingue, una sillaba con una vocale lunga o dittongo nel nucleo e una o più consonanti nella coda è considerata trimoraica.

In generale, le sillabe monomoraiche sono definite sillabe brevi, le bimoraiche sillabe lunghe, e le trimoraiche sillabe extralunghe. Si ritiene che nessuna lingua usi sillabe che contengono quattro o più more.
Il giapponese è una lingua famosa per le sue quantità moraiche. La maggior parte delle sue varietà, inclusa la lingua standard, usano le more alla base del sistema fonetico piuttosto che le sillabe. Per esempio, l'haiku in giapponese moderno non segue lo schema 5 sillabe/7 sillabe/5 sillabe, come comunemente creduto, ma piuttosto quello 5 more/7 more/5 more.

## Esempi
- Il kanji giapponese 居?, (residenza) è letto kyo, ed è una sillaba monomoraica, mentre la parola 今日?, (oggi) viene letta kyō (o kyou), ed è invece una sillaba bimoraica.